# Shirley Eaton
Shirley Eaton, född 12 januari 1937 i London, är en pensionerad brittisk skådespelare som medverkade i en rad filmer under 1950- och 1960-talen. Hon medverkade i ett stort antal komedier, bland annat flera filmer i den populära Carry On-serien. 
Eaton är också känd för att vara en Bondbrud som snarare blev känd för sin makeup än sin rolltolkning. I filmen Goldfinger spelar hon figuren Jill Masterson som dör efter att  ha blivit målad med guldfärg över hela kroppen. Det tog hela två timmar att måla artisten. Makeupartister var Basil Newall och Paul Rabiger. I början av filmen spelades rollen av  Margaret Nolan som även finns på filmposters. Hon var från början kontrakterad för den fem minuter långa insatsen.
Rykten har gått om att Shirley Eaton skulle ha avlidit vilket är felaktigt. Vid inspelningen närvarade läkare som hela tiden övervakade henne - dessutom lämnade en fläck på magen utifall att. På Discovery Channel har man på tv-programmet Mythbusters testat om en människa avlider om huden är helt täckt av färg - det gör man inte. Det var en hypotes ställd av Ian Fleming i boken Goldfinger. Den var falsk men många trodde att den var sann.

## Filmografi (urval)
- 1956 – Sailor Beware!
- 1957 – Oss mördare emellan
- 1958 – Nu tar vi sergeanten
- 1958 – Vanvett till sjöss
- 1959 – Nu tar vi tempen
- 1961 – Nu tar vi tanden
- 1963 – Vänta dig ingen nåd
- 1964 – Goldfinger
- 1965 – Ten Little Indians
- 1966 – Farligt uppdrag under haven
- 1967 – The Million Eyes of Sumuru
- 1969 – The Seven Secrets of Sumuru (även kallad The Girl from Rio)